# Bonate Sotto
Bonate Sotto – miejscowość i gmina we Włoszech, w regionie Lombardia, w prowincji Bergamo. Jest umiejscowione 40 km na północny wschód od Mediolanu i 9 km na południowy zachód od Bergamo.
Według danych na styczeń 2009 gminę zamieszkiwało 6538 osób przy gęstości zaludnienia 1043 os./1 km².

## Bibliografia

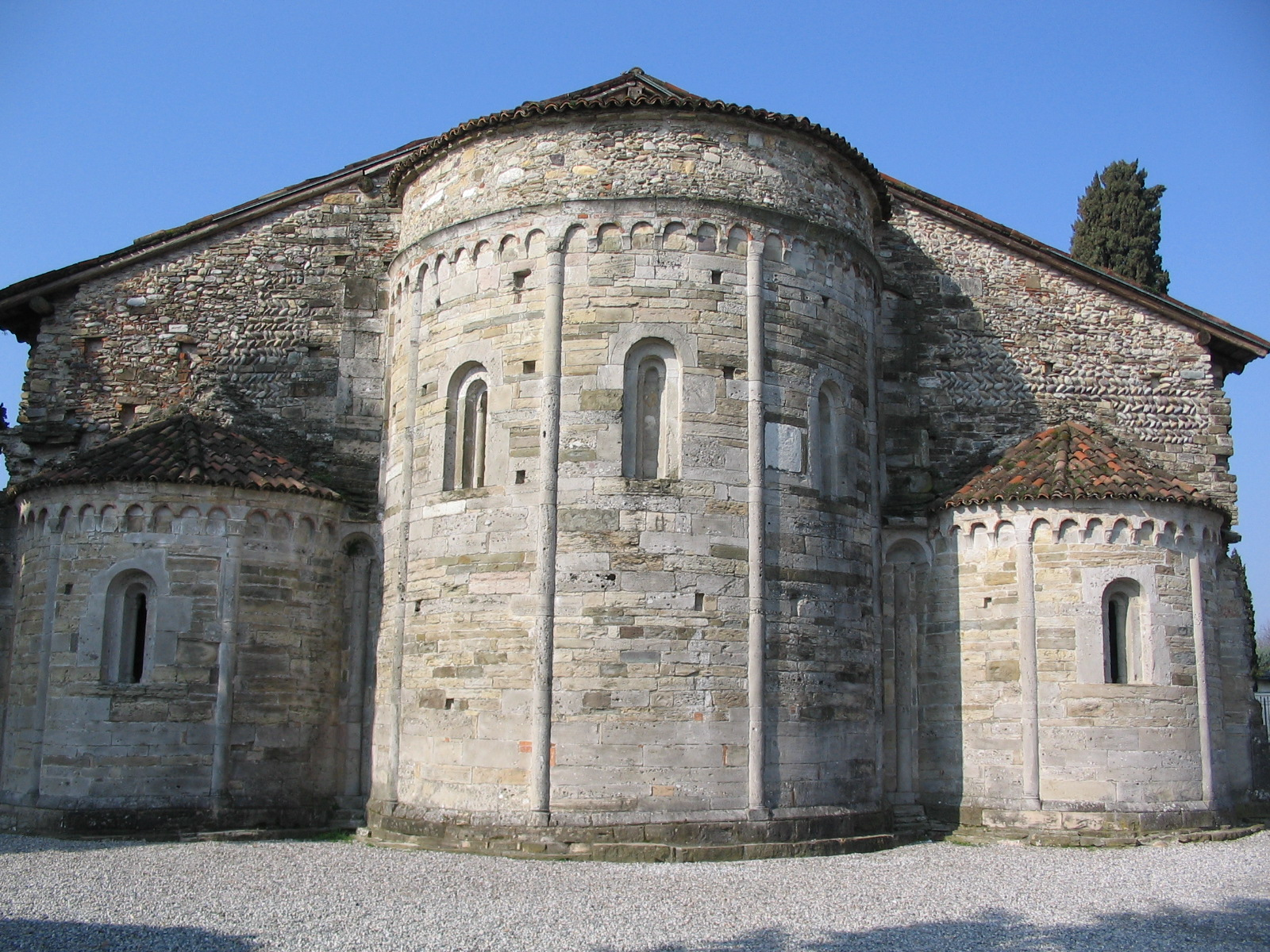
Bazylika św. Juliusza